# Guardia de la Noche
La Guardia de la Noche (Night's Watch en el original en inglés) es una organización militar ficticia dedicada a la defensa de la frontera norte de los reinos de Poniente en la serie de novelas de fantasía épica Canción de hielo y fuego, escrita por George R. R. Martin.

## Historia
La Guardia de la Noche (Night's Watch en inglés)  controla, mantiene y dirige el Muro, una gigantesca fortificación de hielo  situada al norte de Poniente. El Muro tiene 300 millas (483 km o 100 leguas) de longitud y más de 700 pies (213 metros) de altura. Se extiende desde la cadena montañosa de los Colmillos Helados, en el Oeste, hasta la Bahía de las Focas en el este, convirtiéndose en la frontera norte de los Siete Reinos. De acuerdo con las leyendas de Poniente, fue construido tras el período conocido como La Larga Noche por el mítico Brandon el Constructor, alrededor de 8.000 años antes de los eventos transcurridos durante el relato principal. 
El Muro fue construido después de La Larga Noche, para aislar para siempre a los habitantes del lejano Norte (especialmente a los Otros), que habían invadido Poniente durante esa época, antes de ser rechazados por fuerzas no reveladas (posiblemente los fundadores de la Guardia, los niños del bosque y otros) en la Batalla del Amanecer. Varias menciones en el texto sugieren que el Muro era mucho menor y más bajo en aquella época, y que fue reforzado por los sucesivos comandantes de la Guardia de la Noche a lo largo de los siglos hasta su tamaño actual. Sin embargo, en el tiempo que describen los libros, la Guardia de la Noche está debilitada y se dedica solo a tareas de mantenimiento. 
Desde el inicio, el mayor enemigo de la Guardia han sido los Otros, seres malignos con poderes sobrenaturales, pero al paso de los años y que no reaparecieron, estos se convierten en leyenda y muchos dudan de que existan, por lo que los enemigos pasaron a ser los salvajes (personas que viven más allá de él). El relato confirma no solo que Los Otros existen, sino que se dirigen al Muro.
Durante la mayor parte de la historia reciente de la Guardia, esta ha servido en la práctica como una colonia penal, llena de violentos criminales comunes, exiliados políticos y nobles derrotados. Aunque su número disminuye y el título de Hermano de la Guardia ya no conlleva el honor y prestigio que tuvo, el núcleo de la Guardia todavía está compuesto por hombres capaces y entregados que la sirven, así como a los Reinos de los Hombres. Se aseguran de que las bandas de nómadas de los territorios al norte del Muro (los salvajes) no puedan saquear las tierras situadas al sur, aunque frecuentemente comercian con ellos.

### Castillos de la Guardia de la Noche
La Guardia de la Noche cuenta con diecinueve castillos a lo largo del Muro, que son simplemente conjuntos de barracones, establos, almacenes, torres y otros edificios auxiliares, ya que no tienen murallas (excepto al norte, donde está El Muro y el que importa) y, por lo tanto, no pueden ser considerados como "verdaderos" castillos. Fueron construidos de esta forma para que la Guardia pudiera centrarse en resguardar el Muro y defenderse de las amenazas del Norte, pero no repeler ataques del Sur, en el caso de que la Guardia se rebelara. En la actualidad, debido a la falta de personal, la Guardia solo controla la Torre Sombría, el Castillo Negro y Guardiaoriente del Mar, aunque existen planes para rehabilitar el Fuerte de la Noche. La problemática en turno radica en quién será el responsable de esta tarea, punto de tensión entre el Lord Comandante de la Guardia Jon Nieve y el Rey Stannis Baratheon.
De oeste a este estos son los castillos. (En negrita los todavía habitados)
- Guardiaoccidente del Río
  - No está propiamente en el Muro, sino que guarda la Garganta
- Torre Sombría
  - Ocupada por doscientos hermanos, vigila el comienzo del Muro junto a la Garganta, en el extremo oeste.
- Garita
- Guardiagrís
- Puertapiedra
- Colina Escarcha
- Marcahielo
- Fuerte de la Noche
  - Es el más antiguo y grande de los castillos de la Guardia de la Noche, fue la primera residencia del Lord Comandante y el primero en ser abandonado en tiempos de Jaehaerys I
  - Alberga La Puerta Negra, una antigua puerta subterránea de madera de arciano en un túnel que atraviesa el Muro y que solo se abre a un hermano Juramentado de la Guardia de la Noche
- Lago Hondo
  - Construido a siete millas al este del Fuerte de la Noche y pagado por Alysanne la Bondadosa para acoger a los hermanos del Fuerte de la Noche tras su desalojo
- Puerta de la Reina
  - Originalmente llamado Puerta de la Nieve
  - Renombrado como 'Puerta de la Reina' después de que Alysanne la Bondadosa durmiera allí una noche
- Castillo Negro
  - El mayor de los castillos aún ocupados, en él habitan casi seiscientos hermanos
- Escudo de Roble
- Guardiabosque del Lago
- Fortaleza de Azabache
- Puertaescarcha
- Túmulo Largo
- Antorchas
- Guardia verde
- Guardiaoriente del Mar
  - El menor de los castillos ocupados, en el extremo este, con menos de doscientos hermanos habitándolo y el único puerto marítimo controlado por la Guardia de la Noche para vigilar también los intentos de cruzar el Muro por el mar. Allí se encuentra anclada la flota de la Guardia, de al menos 4 naves.[1]

### El Agasajo y El Nuevo Agasajo
El Agasajo es una franja de tierra de veinticinco leguas hacia el sur del Muro que la Guardia de la Noche recibió del Rey Brandon Stark para su sustento y subsistencia. Este territorio fue conocido como el Agasajo de Brandon. Durante años la Guardia cultivó El Agasajo pero, mientras la organización disminuía, había menos manos para arar los campos, atender las colmenas y plantar los huertos, así que la naturaleza salvaje recuperó gran parte del terreno. Miles de años más tarde, la Reina Alysanne, esposa del Rey Jaehaerys el Conciliador, que deseaba devolver a la Guardia de la Noche y recompensarla por su leal servicio en la defensa del reino, duplicó la extensión de El Agasajo hasta las cincuenta leguas. Esto fue un punto de fricción entre la casa Stark y el Trono de Hierro, llegando incluso a citar a los maestres de la Ciudadela para indicar los precedentes en cuanto a donación forzada.
Los pueblos y aldeas situados dentro de El Nuevo Agasajo sostenían a la Guardia con sus impuestos, en forma de bienes y mano de obra, ayudando a alimentar y vestir a los hermanos negros. No obstante, con el tiempo, mientras la Guardia de la Noche tenía cada vez menos hombres y capacidad de defender el Muro y los saqueos de las bandas salvajes aumentaban, El Nuevo Agasajo perdió población mientras que la gente emigraba al Sur, a las tierras de los Umber o a las montañas,  reduciendo aún más el apoyo de la Guardia de la Noche y el Muro. 
Actualmente, el lugar civilizado más cercano al Muro es Villa Topo, un poblado subterráneo de unos cien habitantes de cuyo burdel los hermanos de la Guardia son clientes habituales. Según Cotter Pyke, el comandante de Guardiaoriente del Mar, hay una aldea de pescadores que suelen faenar en la costa de la Bahía de las Focas y que comercian su pescado con ellos.

## Cultura

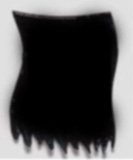
El color negro es el símbolo y bandera de los Hermanos de la Guardia de la Noche.

Un miembro de la Guardia de la Noche lo es de por vida. Si ha llegado voluntariamente, es libre de abandonar el Muro durante su entrenamiento. En cambio, si está en el Muro como criminal convicto o exiliado político, o una vez que haya realizado su juramento (que incluye la promesa de no tomar esposa ni engendrar hijos), la deserción se castiga con la muerte. Aunque hay entre sus filas algunos nobles, la mayoría son criminales; ser enviado al Muro es un castigo estándar, que permite evitar la ejecución en caso de crímenes serios en todo Poniente. 
Los nobles del Norte tradicionalmente han considerado un honor servir en el Muro; muchos hijos menores de familias norteñas, que no tienen derecho a heredar tierras, toman voluntariamente los votos. La mayoría de nobles sureños que sirven allí fueron enviados porque lucharon en el lado perdedor de una guerra o cayeron víctimas de conspiraciones políticas. Los hombres de la Guardia de la Noche visten de negro, una tradición que les ha granjeado el apelativo de cuervos. Aunque algunos usan ese nombre de forma despectiva, muchos miembros de la Guardia de la Noche han adoptado el término para uso propio. También se les conoce como los hermanos negros.
La vida en el Muro es difícil y solo se acaba con la muerte. A medida que menguan las filas de la Guardia, un menor número de hermanos son nobles o caballeros y un mayor número son reos sacados de prisión. La mayoría de los oficiales y cargos de la Guardia son elegidos entre la clase alta de la sociedad de Poniente. Los aristócratas y los caballeros tienen garantizado un puesto como oficial en la Guardia, pero hay varios hermanos poderosos e influyentes que son de origen humilde, como los exploradores Qhorin Mediamano, Blane y Cotter Pyke, comandante de Guardaoriente del Mar, nacido bastardo y pirata. La Guardia, con su sistema basado en la meritocracia,  es uno de los pocos lugares en el Poniente feudal donde un villano puede elevarse e incluso alcanzar puestos de mando sobre caballeros y lores e incluso llegar a ser Lord Comandante de la Guardia de la Noche.
El Juramento de la Guardia de la Noche es:

“—Escuchad mis palabras, sed testigos de mi juramento ... La noche se avecina, ahora empieza mi guardia. No terminará hasta el día de mi muerte. No tomaré esposa, no poseeré tierras, no engendraré hijos. No llevaré corona, no alcanzaré la gloria. Viviré y moriré en mi puesto. Soy la espada en la oscuridad. Soy el vigilante del Muro. Soy el fuego que arde contra el frío, la luz que trae el amanecer, el cuerno que despierta a los durmientes, el escudo que defiende los reinos de los hombres. Entrego mi vida y mi honor a la Guardia de la Noche, durante esta noche y todas las que estén por venir.”
Canción de Hielo y Fuego; Pág.506

Puede pronunciarse en el septo o en el bosque de dioses al otro lado del Muro dependiendo de los dioses a los que venere la persona que lo pronuncie.

### Jerga
- Vestir el negro: es una frase conocida que significa alistarse en la Guardia. Es una opción en el Sur para evitar la cárcel, la castración  o la muerte.
- Buscar tesoros enterrados: es una frase común entre los miembros más deshonrados de la Guardia. Consiste en salir de las fortalezas a medianoche y cabalgar a Villa Topo, una localidad cercana famosa por tener un burdel bajo tierra únicamente marcado por un faro rojo.
- Cuervo: sustantivo con el que se conoce "Más allá del Muro" a un integrante de la Guardia debido a la similitud del color de su vestimenta con el plumaje del pájaro.
- Cambiacapas: adjetivo despectivo utilizado para referirse a los hermanos juramentados que han abandonado la Guardia, normalmente yéndose con los llamados salvajes, haciendo referencia a las capas negras que los caracterizan.

## Estructura
La Guardia de la Noche se divide en tres grupos principales: exploradores, constructores y mayordomos. Todos deben obediencia al Lord Comandante y cada grupo es guiado por un oficial: el Primer Explorador, Primer Constructor y Primer Mayordomo respectivamente. Estos oficiales son nombrados por el Lord Comandante.
- Exploradores: es la orden propiamente militar, encargada de la defensa activa del Muro y de cruzarlo para enfrentarse a los enemigos de la Guardia, incluyendo a los salvajes y a los misteriosos Otros, y mantenerlos alejados de los Siete Reinos. Son dirigidos por el Primer Explorador y son reconocidos por una llamada de cuerno.
- Constructores: los constructores mantienen y reparan el Muro, añadiendo y prensando capas de hielo para reponer las pérdidas durante los deshielos. Antiguamente también se dedicaban a aumentar su grosor y altura en toda su longitud y a mantener una amplia franja de terreno al norte del Muro despejada de árboles. Son dirigidos por el Primer Constructor.
- Mayordomos: los mayordomos se encargan del día a día de la Guardia, son criados de los oficiales superiores, cocineros, encargados de los cuervos, contables, caballerizos, marineros, comerciantes, cazadores, granjeros, sastres, herreros... Están dirigidos por el Primer Mayordomo.
- Reclutadores: no es un grupo en sí, sino que se trata de un grupo de personas que vaga por los Siete Reinos en busca de criminales destinados al Muro y reclutas voluntarios. No hace falta preparación ni iniciación para formar parte de ellos. A pesar de no tener jefe, el cuervo errante más destacado es Yoren.

### Lord Comandante
El Lord Comandante de la Guardia de la Noche supervisa toda la organización. Cualquier miembro de la Guardia puede ser elegido para ocupar este cargo y debe servir en su cargo hasta el día de su muerte. Tras esto, se elige un nuevo hermano que ocupe el puesto, para lo que se somete a una votación en la que participan todos los hombres de la Guardia. El autor sugiere con insistencia que, normalmente, el Lord Comandante es un explorador. Esto se puede intuir en un pasaje en Juego de tronos en el que Jon Nieve es asignado a los mayordomos y no a los exploradores, por lo que se le asigna la labor de camarero personal del actual Lord Comandante. Sus compañeros dan por hecho que esto significa que Nieve está siendo preparado para el liderazgo. Una combinación de estas dos teorías podría representar un "camino directo" en el que se puede situar a los candidatos a Lord Comandante, dándoles experiencia en cada una de las tres disciplinas, sin importar en cual fueron situados inicialmente. Por último, sin embargo, como se detalla en otro punto, el cargo de Lord Comandante es ocupado por elección así que nadie, ni siquiera en un camino directo, puede estar seguro de conseguirlo.

## Misiones
La misión original de la Guardia de la Noche fue repeler a Los Otros, pero con el pasar del tiempo ha pasado a asegurar la protección del Muro contra los intentos de infiltración de los salvajes. A veces, la Guardia los detiene al sur del Muro en El Agasajo o "Más allá del Muro", en el Bosque Encantado. Este último es una fuente de leña alrededor de las fortalezas ocupadas por la Guardia, las cuales lo recorren mediante patrullas de exploración, manteniendo a veces relaciones cordiales pero distantes con los salvajes. 
La deforestación de los alrededores del Muro desempeña un papel estratégico debido a que los potenciales atacantes son forzados a acercarse al descubierto. Una pequeña flota estacionada en el fuerte Guardiaoriente del Mar evita cualquier intento de invasión marítima, así como las operaciones de contrabando desde los Siete Reinos.

### Patrullas por el Muro
El Lord Comandante envía con diferente frecuencia patrullas para inspeccionar el Muro. Cada patrulla se compone generalmente de cuatro hombres (dos exploradores y dos constructores). Los constructores observan las grietas y otros problemas que aparecen en la estructura del Muro, mientras que los exploradores se centran en las señales de intentos de incursión. Las patrullas realizan sus recorridos en mulas, ya que estos animales son más seguros y estables para transitar en las alturas y en superficies congeladas, incluso en las noches más oscuras ya que están entrenadas para ello. Una patrulla compuesta por cuatro hermanos recorre el Muro en su base Norte, con el objetivo de comprobar si el hielo está en buenas condiciones y para descartar la existencia de rastros de túneles (según la leyenda, un salvaje llamado Arson Hacha de Hielo había cavado un túnel que llegaba ya a la mitad del Muro cuando lo descubrieron los exploradores del Fuerte de la Noche). Las patrullas fueron regulares en la época del Lord Comandante Qorgyle. La frecuencia era de una patrulla cada tres días que realiza el recorrido entre el Castillo Negro y la Torre Sombría y otra cada dos días del Castillo Negro a Guardiaoriente del Mar. El Lord Comandante Jeor Mormont no sigue esa regularidad, ya que no tiene la cantidad de exploradores y constructores necesarios, pero también lo hace para frustrar cualquier predicción. Debido a ello y por sugerencia de Benjen Stark, a veces envía un grupo más numeroso a ocupar uno de los castillos abandonados del Muro durante dos o cuatro semanas.

## Miembros notables

### Lores Comandantes recientes
- Lord Jeor Mormont es el Lord Comandante número novecientos noventa y siete de la Guardia y es conocido como el Viejo Oso. Durante la última parte de su cargo, se empezó a preocupar cada vez más por el número de exploradores perdidos "Más allá del Muro", incluyendo al Primer Explorador Benjen Stark. Otra de sus preocupaciones fue la llegada, cada vez más frecuente, de informes de salvajes tanto huyendo hacia el sur como agrupándose en grandes números para escapar o enfrentarse a alguna amenaza. Después de un intento de investigación directa, la mayoría de los hermanos que fueron con él murieron en la batalla en el Puño de los Primeros Hombres. Tras esta catastrófica pérdida, fue asesinado por sus propios hombres durante un motín.
- Lord Jon Nieve, Lord Comandante número novecientos noventa y ocho de la Guardia de la Noche, uno de los más jóvenes (Véase Jon Nieve).

### Comandantes antiguos
- 'El Rey de la Noche'. Decimotercer Lord Comandante, que, según cuenta la leyenda, se enamoró de una mujer de piel pálida y de fríos ojos azules y se unió a ella. Convirtió la Guardia de la Noche en su ejército personal y lo condujo contra el Rey del Norte y Joramun, el Rey-más-allá-del-Muro, cuando estos se unieron para enfrentarse a él.
- Qorgyle. Lord Comandante predecesor de Lord Jeor Mormont y miembro de la Casa Qorgyle. No se conoce su nombre propio.
- Runcel Hightower. Intentó que la posición de Lord Comandante fuera hereditaria y pasar el cargo a su hijo.
- Rodrik Flint. Pensó en coronarse a sí mismo como Rey-más-allá-del-Muro.
- Tristan Mudd, Marq Rankenfell y Robin Hill. Tres Lores Comandantes que casi destruyen la Guardia cuando traicionaron sus votos por orgullo y ambición.
- Brynden Ríos, hijo bastardo de Aegon IV Targaryen y de Mylessa Blackwood, conocido como Lord Cuervo de Sangre. Fue desterrado al Muro por Aegon V "El Improbable" hacia el año 233 desde Desembarco del Rey.
- Jack Musgood. También conocido como Jack el Durmiente.
- Osric Stark. Fue elegido cuando tenía 10 años, aunque sirvió durante sesenta.
- Orbert Caswell. También conocido como el Centauro Negro.

### Hermanos
- Bedwyck. Hermano Negro apodado Gigante por su corta estatura
- Benjen Stark. Primer explorador y hermano menor de Lord Eddard Stark. Desaparecido "Más allá del Muro".
- Blane. Un explorador de origen humilde, segundo de Mediamano. Estuvo al mando de la defensa del Puño de los Primeros Hombres y murió durante la batalla.
- Bowen Marsh. Lord Mayordomo de la Guardia de la Noche. Organizó una defensa exitosa pero muy costosa contra saqueadores salvajes en la Garganta, al oeste de la Torre Sombría.
- Chett. Antiguo mayordomo del Maestre Aemon hasta que Samwell Tarly ocupó su cargo. Enviado a las perreras a cuidar de los animales. Más tarde, conspiró para matar a Jeor Mormont, pero fue asesinado y convertido en espectro.
- Cotter Pyke. Comandante en Guardiaoriente del Mar.
- Dick el lampiño. Un explorador.
- Dick Follard, el sordo. Era un buen arquero, pero murió luchando contra los salvajes en el muro.
- Dywen. Es el guardabosques del muro. Nadie conoce los bosques mejor que él.
- Donal Noye. Un herrero manco del Castillo Negro. Fue herrero particular de la Casa Baratheon antes de perder un brazo durante la Rebelión de Greyjoy. Murió luchando contra Mag el Poderoso, Rey de los Gigantes, bajo el Muro durante la batalla en el Castillo Negro.
- Eddison Tollett. Un mayordomo, llamado Edd el Penas por su humor sarcástico y negro.
- Jon Nieve. Es el hijo bastardo de Ned Stark. Se unió supuestamente a los salvajes para descubrir sus planes y acabó por enamorarse de la salvaje Ygritte. Salvó el Castillo Negro y el Muro del ataque de los salvajes.
- Jarmen Buckwell. Un explorador experto. Murió en el Puño de los Primeros Hombres.
- Lord Denys Mallister. Comandante de Torre Sombría.
- Lord Janos Slynt. Antiguo comandante de la Guardia de la Ciudad de Desembarco del Rey, posteriormente Lord de Harrenhal y, finalmente, un hermano de la Guardia. Un lacayo político de la Casa Lannister exiliado al Muro por Tyrion Lannister, que quería limpiar Desembarco del Rey de la corrupción y deshacerse de Lord Slynt. El padre de Tyrion, Tywin Lannister, intentó utilizar a Lord Slynt como herramienta de la Casa Lannister en la Guardia y casi consiguió ser elegido en las votaciones a nuevo Lord Comandante. Tras diversos casos de insubordinación, Janos Slynt fue decapitado por el Lord Comandante Jon Nieve.
- Maestre Aemon. Maestre del Castillo Negro y uno de los últimos Targaryen. Murió por su avanzada edad en el mar, acompañando a Samwell Tarly.
- Mallador Locke, caballero y explorador. Muerto durante la Batalla del Puño de los Primeros Hombres.
- Othell Yarwyck. Primer constructor de la Guardia de la Noche.
- Qhorin Mediamano. Segundo al mando en la Torre Sombría y un explorador muy conocido. Permitió que Jon Nieve lo matara para que los salvajes lo aceptaran entre ellos.
- Thoren Smallwood. Primer explorador en funciones después de la desaparición de Benjen Stark y la muerte de Jarmen Buckwell. Asesinado por un oso espectral durante la batalla en el Puño de los Primeros Hombres.
- Samwell Tarly. Hijo del famoso noble Randyll Tarly. Un chico de 15 años, obeso, de ojos claros, torpe y cobarde. Hermano encargado de los cuervos y ayudante del Maestre Aemon. Fue enviado por Lord Nieve a la Ciudadela para estudiar tras la batalla en el Muro. Es conocido como Mortífero tras matar a un Otro después de la batalla del Puño de los Primeros Hombres.
- Ser Alliser Thorne. Maestro de armas al que, por su adhesión al bando de los Targaryen durante la Rebelión del Rey Robert, se le ofreció escoger entre la muerte o vestir el negro.
- Ser Jaremy Rykker. Explorador y caballero. Asesinado por un espectro en el Castillo Negro.
- Ser Waymar Royce. Caballero y explorador novato, asesinado por un Otro.
- Ser Wynton Stout. Un anciano explorador que ha comenzado a perder el juicio.
- Paul el pequeño. Un hermano corto de inteligencia. Participa en la conspiración para matar a Jeor Mormont hasta que los hermanos son atacados en el Puño de los Primeros Hombres. Salva a Samwell Tarly, pero es asesinado por un Otro y reaparece como espectro.
- Serpiente de Piedra. Explorador de la Torre Sombría. Compañero de Qhorin Mediamano y el mejor escalador de la Guardia. Desaparecido y posiblemente muerto al intentar atravesar los Colmillos Helados solo y a pie.
- Yoren. "Cuervo errante" o reclutador para la Guardia. Intentó llevar a Arya Stark al Norte, pero murió luchando contra hombres de los Lannister que buscaban al fugitivo Beric Dondarrion.

## Enemigos
La Guardia de la Noche protege los Reinos de los Hombres frente a las fuerzas de "Más allá del Muro". Sus principales enemigos son los Salvajes y los Otros. Recientemente han reaparecido los gigantes y hay rumores sobre otros enemigos.

### Salvajes
Un salvaje es, por definición, una persona que vive al norte del Muro, aunque ellos prefieren llamarse a sí mismos como el Pueblo Libre. La gente al sur del Muro los ve como bárbaros, mientras que ellos consideran que los del sur del Muro son débiles y blandos. Hay decenas, incluso centenares de miles de salvajes separados en cientos de tribus, clanes, pueblos y partidas de saqueadores. Algunos, como los Thenn, viven en comunidades muy unidas, mientras que otros son solitarios y vagabundos, unidos solo por sus propias necesidades. Aunque entre los salvajes y los "cuervos" hay conflictos a menudo, los dos grupos no están más allá de cualquier forma de cooperación, ya que algunos hermanos perdidos han sido ayudados por salvajes y la Guardia, en ocasiones, adopta niños salvajes y los cría para convertirlos en hermanos juramentados. Recientemente, ha habido mucha actividad al norte del Muro, ya que Mance Rayder, un Hhrmano renegado que nació salvaje, está reuniendo fuerzas del Pueblo Libre en torno a él. Se utilizan dos llamadas de cuerno para avisar de la llegada de Salvajes.

#### Salvajes famosos
- Mance Rayder, conocido como el Rey-más-allá-del-Muro. Fue capturado tras la batalla en el Castillo Negro y hecho prisionero por Stannis Baratheon. Actualmente se considera que está muerto, pero Melissandre lo salvó por motivos desconocidos y ha tomado el lugar de Casaca de Matraca.
- Craster. Tiene un torreón cerca del Muro y, a regañadientes, presta ayuda a los exploradores. Fue asesinado junto con el Lord Comandante Jeor Mormont por varios exploradores tras la batalla en el Puño de los Primeros Hombres. Tenía varias esposas y tomaba a sus hijas también como amantes y se insinúa que a sus hijos varones los entregaba a los Otros o a los espectros.
- Elí, hija de Craster, llamada así por la flor, el alhelí. Dio a luz un hijo varón y huyó con Sam tras el asesinato de Craster. Ha acompañado a Sam y al maestre Aemon, llevándose consigo al hijo de Mance Rayder por orden de Lord Jon Nieve.
- Dalla, esposa de Mance Rayder. Murió tras dar a luz junto al Castillo Negro.
- Val, hermana de Dalla, se ocupa de la crianza de su sobrino (en realidad, el hijo de Craster, cambiado con el hijo de Mance) tras la muerte de Dalla y la supuesta muerte de Mance.
- Jarl, uno de los mejores escaladores del pueblo libre. Ascendió de cargo por ser el amante de Val. Murió empalado en un árbol cuando se cayó del Muro.
- Alfyn, llamado Matacuervos, un salvaje famoso por la cantidad de cuervos a los que había asesinado. Murió a manos de Qhorin Mediamano.
- Harma, llamada "Cabeza de Perro", una odiosa saqueadora y zoofóbica. Murió durante la batalla en el Castillo Negro.
- El Señor de los Huesos, llamado por los exploradores (y por algunos salvajes) Casaca de Matraca, un sádico saqueador que lleva una armadura hecha de huesos. Capturado tras la batalla en el Castillo Negro. Murió en lugar de Mance Rayder, quien ha tomado su identidad.
- El Llorón, un salvaje famoso por su crueldad y su forma de pelear con una guadaña.
- Orell, saqueador y cambiapieles. Jon Nieve lo mató mientras su mente estaba en un águila. Una parte de su consciencia quedó atrapada permanentemente en esa águila, que empezó a odiar a Jon Nieve.
- Osha, una mujer salvaje hecha prisionera por fuerzas de la Casa Stark al sur del Muro. Se salvó de la ejecución a cambio de su servicio y se convirtió en cuidadora y compañía de Rickon Stark.
- Styr, el Magnar de Thenn, Señor de los Thenn, un pueblo salvaje, conocidos por ser los últimos de los Primeros Hombres. Murió asaltando el Castillo Negro.
- Tormund, conocido como el Matagigantes y un saqueador aficionado a contar historias.
- Varamyr Seispieles, un pequeño cambiapieles acompañado de tres lobos, un oso de las nieves y un gatosombra. Tras la muerte de Orell, Varamyr tomó el control de su águila y la usó para explorar durante la batalla en el Castillo Negro. Melisandre mató al águila mientras Varamyr la ocupaba, haciendo que se volviera loco.
- Ygritte, la amante pelirroja de Jon Nieve. Murió tras la batalla en Castillo Negro, en una de las escenas más emotivas de ese libro.

### Otros
Los Otros, conocidos entre los salvajes como Caminantes Blancos, son una raza de criaturas que existen al norte del Muro. Antes de los sucesos de Canción de Hielo y Fuego, las tres llamadas de cuerno, tocadas por la Guardia de la Noche, que avisan de la llegada de los Otros, no se habían oído en Poniente desde el final de La Larga Noche (casi ocho mil años antes). En los Siete Reinos, los Otros se consideran como una raza extinta o simplemente como cuentos de hadas. Los sucesos de Canción de hielo y fuego prueban que esta creencia era falsa.
Los Otros aparecen como humanoides altos y demacrados de piel extremadamente pálida y ojos de un azul tan profundo que arde como el fuego. Solo aparecen en las noches o muy frías, aunque se ha postulado que el frío extremo y antinatural es una consecuencia de su paso. Visten una armadura brillante que cambia de color con cada paso y portan delgadas espadas de cristal de un tono azulado. Cuando golpean con esas espadas, los objetos se vuelven tan fríos que se pueden romper. Los Otros se mueven muy silenciosamente, de una forma fluida y elegante con un gran dominio de la espada. Hablan una lengua distinta de la lengua común de Poniente, que suena como hielo resquebrajándose. 
Los Otros también tienen algunos puntos débiles, que han sido anotados en antiguos textos. Uno es la obsidiana, también llamada vidriagón y "fuego helado". Las armas hechas de obsidiana atraviesan limpiamente su armadura y los matan instantáneamente. Al morir, los Otros se derriten para formar un charco de líquido extremadamente frío. Los textos antiguos también hablan de una debilidad al "acero de dragón", que posiblemente sea el acero valyrio. Mance Rayder también expresó su creencia en que los hechizos mágicos de guarda integrados en el Muro les impiden entrar en los Siete Reinos.
Las criaturas asesinadas por los Otros se reaniman como muertos vivientes llamados espectros. Los cuerpos de los espectros están tremendamente fríos, sus ojos brillan de color azul y las manos toman un color negro. Los espectros atacan con inusitada fuerza a cualquier criatura viva que esté cerca de ellos y conservan por lo menos parte de la inteligencia y memorias de su vida previa (lo que explica el intento de asesinato del Lord Comandante de la Guardia, aunque esto también podría significar que la fuerza maligna que los anima sabe cuáles son sus enemigos y objetivos principales). No sienten dolor y continúan luchando a pesar de las heridas. Aunque se les puede parar por descuartizamiento, sus miembros continúan moviéndose una vez separados de su cuerpo. Son altamente inflamables y se carbonizan rápidamente si se les prende fuego. Los Otros tienen algún tipo de poder sobre los espectros y pueden reunirlos para atacar a sus enemigos en masa. Pese a que se desconoce si los espectros pueden cruzar el Muro por sí mismos, los cadáveres traídos tras este aún pueden reanimarse como espectros e incluso entrar en los castillos.
Melisandre describe a los Otros como sirvientes del "gran Otro", un dios maligno de la oscuridad, el frío y la muerte, que está en una lucha eterna contra R'hllor.